# Mariusz Klimek
Mariusz Piotr Klimek (ur. 1974 w Grójcu) – polski wokalista, kompozytor, autor książek, poeta i nauczyciel akademicki.

## Życiorys
Jest absolwentem Wydziału Wokalno-Aktorskiego Akademii Muzycznej im. Feliksa Nowowiejskiego w Bydgoszczy, gdzie studiował pod kierunkiem Piotra Kusiewicza. Uzyskał dyplom w zakresie śpiewu solowego i piosenkarstwa. 
Tytuł doktora sztuki w dziedzinie sztuki muzycznej, z zakresu wokalistyki uzyskał 12 grudnia 2014 roku po obronie dysertacji pt. Struktura melodyczna piosenek Derwida / Witolda Lutosławskiego, jako czynnik hamujący ich poznawania oraz popularyzacji przez piosenkarzy na Wydziale Wokalno-Aktorskim Akademii Muzycznej w Bydgoszczy. 12 grudnia 2014 roku Rada Wydziału Wokalno-Aktorskiego Uniwersytetu Muzycznego Fryderyka Chopina w Warszawie nadała doktorowi Mariuszowi Klimkowi na podstawie dwupłytowego albumu zatytułowanego „Mariusz Klimek Live in Concert“ stopień doktora habilitowanego (dr hab.) w dziedzinie sztuki muzyczne wokalistyka, specjalność jazz i muzyka estradowa.
Występuje jako flecista, piosenkarz, autor tekstów, kompozytor i śpiewak na estradach krajowych oraz zagranicznych. Jest laureatem ogólnopolskich festiwali muzyki rozrywkowej (m.in. otrzymał I nagrodę na Festiwalu Piosenki Jazzowej w Elblągu w 1992 roku, Festiwalu Piosenki Czerwonokrzyskiej w Krajence w 1994 i 1997, a w 2000 zdobył główną nagrodę „Pomocna Dłoń” na tymże festiwalu, Festiwalu Arsenał Artystyczny, w 1994 w Teatrze Muzycznym w Gdyni). Ponadto otrzymał nagrodę Ministerstwa Kultury i Sztuki oraz nagrodę Dyrektora Departamentu Społeczno-Wychowawczego oraz Ministerstwa Obrony Narodowej w Warszawie za całokształt pracy artystycznej w latach 1994–2000. W 2008 roku otrzymał nagrodę od firmy fonograficznej Acte Préalable „Kryształowa Gwiazda” za album kolędowy „Gdy ziemię cichym snem...“. W maju 2010 otrzymał nagrodę specjalną „Kropla Życia” ufundowaną przez Dyrektora Wojewódzkiej Stacji Pogotowia Ratunkowego w Bydgoszczy. 30 listopada 2010 roku w Filharmonii Bałtyckiej w Gdańsku podczas koncertu symfonicznego Mariuszowi Klimkowi zostały wręczone dwie nagrody fonograficzne: „Platynowa Gwiazda” w kategorii Wokalista Roku 2010 i „Platynowa Gwiazda” w kategorii Album Roku 2010. W grudniu 2013 roku otrzymał „Złoty Mikrofon” od firmy fonograficznej Acte Préalable. 
Mariusz Klimek śpiewał zarówno musicale, piosenkę, dzieła wokalne Johanna Sebastiana Bacha, mszę Missa Criola i kantatę Navidad Nuestra Ariela Ramíreza, jak też cykle pieśni, arie i standardy jazzowe. Występował na terenie Niemiec, Belgii, Holandii, Francji, Szwecji, Danii, Wielkiej Brytanii i na Gwadelupie. W marcu 2004 roku wystąpił w Filharmonii Krakowskiej wraz z Małgorzatą Walewską i Piotrem Kusiewiczem na koncercie charytatywnym „Koncert na Wiele Serc”. Śpiewał w Filharmonii Lubelskiej, Pomorskiej, Bałtyckiej i w Operze i Filharmonii Podlaskiej w Białymstoku. Wystąpił również z koncertami dla Prezydentów RP Lecha Wałęsy i Aleksandra Kwaśniewskiego, a także dla dostojników kościelnych. W roku 2004 został uhonorowany Rubinowym Laurem, przyznanym przez Radio Gdańsk podczas koncertu jubileuszowego Renaty Gleinert za zasługi w rozsławianiu piosenki gdańskiej. Wziął także udział w telewizyjnym programie Krzysztofa Jasińskiego, zrealizowanym w Krakowskim Teatrze STU, śpiewając w benefisie Wandy Polańskiej. W kwietniu 2004 został zaproszony do koncertu jubileuszowego zespołu Lublin Baroque, który miał miejsce podczas festiwalu Tempus Paschale w Trybunale Koronnym w Lublinie.
Jest interpretatorem kompozycji Karola Szymanowskiego oraz współpracuje z kompozytorami fonografii muzycznej, m.in.: Krzysztofem Herdzinem, Arturem Grudzińskim i Piotrem Rubikiem. Kolejnym ważnym wydarzeniem w dokonaniach artystycznych Mariusza Klimka był recital piosenek Witolda Lutosławskiego, które dotąd były znane pod pseudonimem Derwid. Do jego dorobku artycznego należy zaliczyć liczne wywiady telewizyjne, radiowe i prasowe, a także osiem płyt kompaktowych, w tym dwie międzynarodowe, wydane przez firmę fonograficzną Acte Préalable, wydawnictwo muzyczne Muzyka21 oraz Polskie Nagrania.
W roku 2000 jego nazwisko zostało umieszczone w Leksykonie Muzyków Bydgoskich, w 2003 w Antologii „Akantu”, a w 2007 w księdze jubileuszowej Akademii Muzycznej im. Stanisława Moniuszki z okazji 60-lecia Akademii Muzycznej w Gdańsku. W 2009 Wydawnictwo „Who is Who“ w Szwajcarii umieściło biografię Mariusza Klimka w Encyklopedii Życiorysów Znanych Polek i Polaków. W sierpniu tego samego roku ukazała się najnowsza książka Janusza Świądra Nałęczowskie Belcanto z rozdziałem o Mariuszu Klimku. W listopadzie 2005 i 2006 wystąpił z Koncertami na Gwadelupie, jako flecista, śpiewak i wokalista.
W roku akademickim 2005/2006 rozpoczął działalność pedagogiczną na Wydziale Dyrygentury Chóralnej, Edukacji Muzycznej i Rytmiki w Akademii Muzycznej w Gdańsku, na specjalności Jazzu i Muzyki Rozrywkowej. W roku akademickim 2007/2008 rozpoczął pracę pedagogiczną na Wydziale Aktorskim Szkoły Aktorskiej im. Adama Grzymały – Siedleckiego w Bydgoszczy, na specjalności piosenka aktorska, a w roku 2008/2009 rozpoczął współpracę z Wydziałem Wokalno-Aktorskim Akademii Muzycznej w Gdańsku na specjalności musical.

## Nagrody i wyróżnienia (wybór)
- 1992: I nagroda na Festiwalu Piosenki Jazzowej w Elblągu
- 1994: I nagroda na Festiwalu Piosenki Czerwonokrzyskiej w Krajence
- 1994: Nagroda Ministerstwa Kultury i Sztuki
- 2000: główna nagroda „Pomocna Dłoń” na Festiwalu Piosenki Czerwonokrzyskiej w Krajence
- 2004: Rubinowy Laur przyznany przez Polskie Radio Gdańsk
- 2008: Kryształowa Gwiazda od firmy fonograficznej Acte Préalable
- 2010: statuetka Kropla Życia od dyrektora Wojewódzkiej Stacji Pogotowia Ratunkowego w Bydgoszczy
- 2010: Platynowa Gwiazda w kategorii Wokalista Roku
- 2010: Platynowa Gwiazda w kategorii Album Roku
- 2011: nagroda specjalna Anioł Krajeński
- 2012: Złoty Mikrofon od firmy fonograficznej Acte Préalable
- 2013: Złoty Mikrofon od Radia Mazowsze

## Dyskografia (wybór )
- 2002 i 2005: Wierzę tylko w nas, album
- 2004: Ponad czasem, album
- 2005: Lutoslawski’s Concealed Portrait – Derwid, album
- 2007: The drift like that, album
- 2007 i 2010: Gdy ziemię cichym snem..., album
- 2009: Sekret, singel i videoclip
- 2009: A Ty taka, videoclip
- 2009: Live in Concert, CD, DVD i album
- 2012: Zakazany Świat, singel
- 2017: Metamorfoza, album
- 2020: Raz jeszcze live, singel i album
- 2020: Przychodzimy, Odchodzimy, teledysk
- 2021: Chcę dziś, teledysk

## Publikacje
- Piano – vocal. t. I., partytura, nuty. Warszawska Firma Wydawnicza, Warszawa 2012, ISBN 978-83-7805-361-3.
- Ocean myśli. tomik wierszy. Warszawska Firma Wydawnicza, Warszawa 2013, ISBN 978-83-7805-691-1.
- Kapsuła czasu. tomik wierszy. Warszawska Firma Wydawnicza, Warszawa 2014, ISBN 978-83-8011-669-6.
- Za zakrętem. tomik wierszy. Wydawnictwo Sowello 2020, ISBN 978-83-6631-351-4.
- Piano - vocal. t. II., partytura, nuty. Wydawnictwo My Book 2021, ISBN 978-83-7564-638-2.